# Карпов, Евгений Трофимович
Евгений Трофимович Карпов (рум. Eugen Carpov; род. 22 апреля 1966 года, Унгены) — молдавский дипломат и государственный деятель. С 14 января 2011 года по 10 декабря 2014 года был заместителем премьер-министра Республики Молдова по вопросам реинтеграции.
С 2002 по 2005 год он был послом Республики Молдова в Польше, а с 2005 по 2007 год он был послом и главой представительства Республики Молдова в Европейском Союзе.
27 февраля 2015 года Евгений Карпов объявил, что покидает фракцию ЛДПМ в парламенте, оставаясь независимым депутатом. В кабинете Лянкэ он был технократом, заместителем премьер-министра, формально не связанный с политикой. На парламентских выборах 2014 года он был включён в список кандидатов от ЛДПМ на 9-м месте, став депутатом в новоизбранном парламенте, но не являясь членом партии.